# Інсулінотерапія

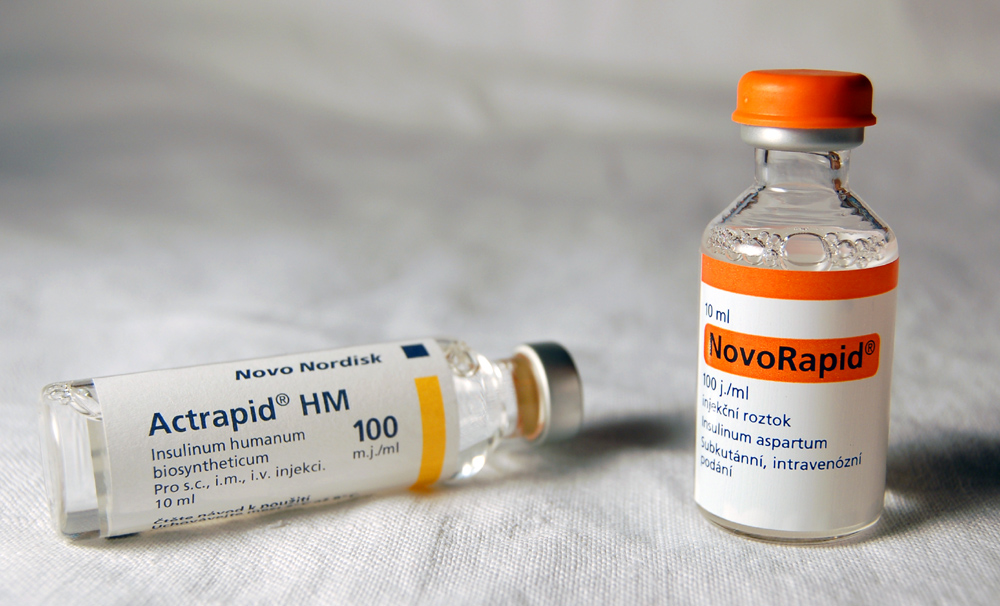
Флакони інсуліну короткої дії актрапід і новорапід по 10 ml у флаконі в концентрації 100ME/ml.

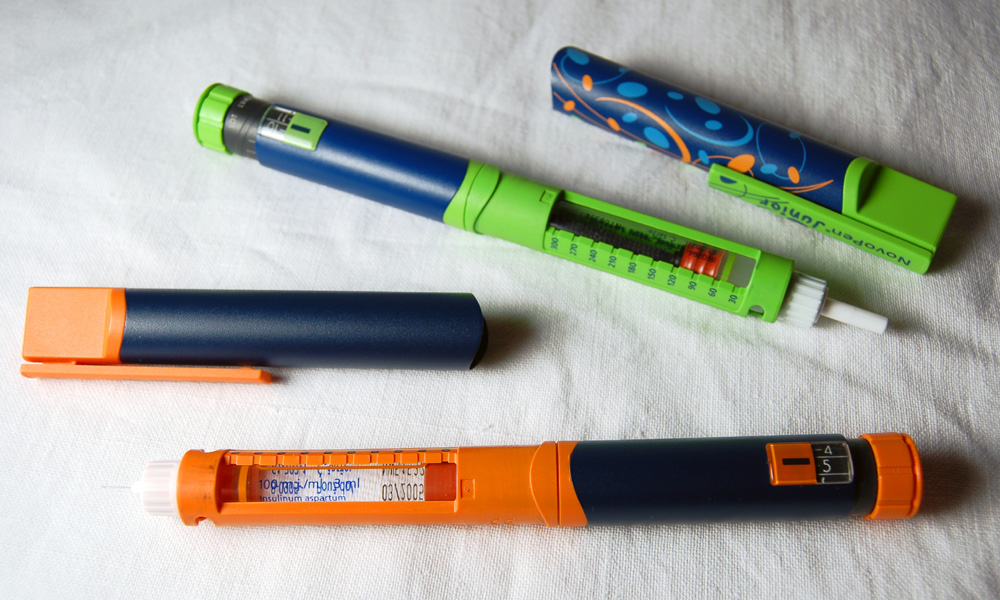
Шприц-ручки, призначені для введення інсуліну.

Інсулінотерапія — метод лікування цукрового діабету, а також деяких психічних та інших хвороб препаратами інсуліну.

## Режими інсулінотерапії
- Режим фіксованих доз (звичайна інсулінотерапія)

Дози інсуліну фіксовані. Перед їжею вводиться короткий інсулін, пролонгований інсулін колеться на ніч або 2 рази на день.
Сумарна добова доза інсуліну — 0,6-1,2 ЕД/кг.
- Інтенсивна інсулінотерапія (базисно-болюсний режим)
- Комбінована інсулінотерапія.